# 金刚台镇
金刚台乡，是中华人民共和国河南省信阳市商城县下辖的一个乡镇级行政单位。

## 行政区划
金刚台乡下辖以下地区：
横山村、胡太村、南楼村、王湾村、四顾墩村、王坳村、朱裴店村、卢店村、河口村、刘小坳村、柳坪村、连二塘村和杜畈村。